# Evergestis pechi
Evergestis pechi är en fjärilsart som beskrevs av Baker 1885. Evergestis pechi ingår i släktet Evergestis och familjen Crambidae. Inga underarter finns listade i Catalogue of Life.